# Peltophryne fustiger
Espèce
Synonymes
- Bufo peltacephalus fustiger Schwartz, 1960
- Bufo fustiger Schwartz, 1960

Statut de conservation UICN

 LC  : Préoccupation mineure
Peltophryne fustiger est une espèce d'amphibiens de la famille des Bufonidae.

## Répartition
Cette espèce est endémique de l'Ouest de Cuba. Elle se rencontre de la province de Matanzas à la province de Pinar del Río jusqu'à 280 m d'altitude.

## Description
Les mâles mesurent jusqu'à 148 mm et les femelles jusqu'à 198 mm.

## Publication originale
- Schwartz, 1960 : The large toads of Cuba. Proceedings of the Biological Society of Washington, vol. 73, p. 45-56 (texte intégral).